# Vernonopterus
Vernonopterus minutisculptus
Genre
Espèce
Vernonopterus est un genre fossile d'Euryptérides, un groupe d'arthropodes aquatiques éteints. Le seul fossile connu de Vernonopterus a été découvert dans des dépôts du Carbonifère en Écosse. Le nom de genre dérive du lieu de découverte du fossile, Mount Vernon, près de la ville d'Airdrie dans le Lanarkshire, en Écosse. Le genre ne compte qu'une seule espèce reconnue, Vernonopterus minutisculptus, décrite à partir de fragments de tergites (segments situés sur la face supérieure de l'abdomen) fossilisés. Le nom d'espèce minutisculptus fait référence à l'ornementation des écailles qui couvrent l'ensemble des parties préservées de l'Euryptéride.
Peu de choses peuvent être dites avec certitude sur l'apparence de Vernonopterus. Il devait toutefois probablement ressembler à ses parents au sein de la famille des Hibbertoptérides, Hibbertopterus et Campylocephalus. Les Hibbertoptérides étaient de grands Euryptérides dotés d'une tête et d'un corps large et massif et d'appendices adaptés à une alimentation par balayage. Ce mode d'alimentation implique des appendices spécialisés dotés de lames probablement utilisées par les animaux pour ratisser le substrat de leur environnement à la recherche de petites proies. Comparé à Hibbertopterus et Campylocephalus, Vernonopterus est un petit Hibbertoptéride d'environ 50 cm de long.

## Description

Taille estimée de V. minutisculptus comparée à celle d'un être humain.

Classé dans la famille des Hibbertoptérides de l'ordre des Euryptérides, Vernonopterus est supposé ressembler aux autres membres de la famille. Les rares fossiles attribués à l'Euryptéride suggèrent qu'il s'agit d'un grand animal, au corps large, mesurant probablement environ 50 centimètres de long,.
Bien que limités en nombre par la nature fragmentaire des fossiles, certains caractères distinctifs de Vernonopterus ont pu être établis. En particulier, les tergites les plus postérieurs tendent à devenir de plus en plus trilobés (d'une forme telle qu'ils paraissent presque dotés de trois lobes distincts), et, au milieu des tergites, l'ornementation typique de l'exosquelette des Euryptérides forme des séries de traces qui se transforment presque en trois crêtes. Les tergites étant les seules parties connues de Vernonopterus, on ne peut pratiquement rien dire des autres parties du corps, telles que la tête ou les appendices (membres). Ils ressemblaient probablement à ceux de ses parents, dont la carapace (exosquelette couvrant la tête) est large et massive (comme le reste du corps) et les appendices adaptés à une alimentation par balayage,.
Les plaques ventrales de Vernonopterus sont finement granulées (surface rugueuse) avec de petites écailles présentes près des bords postérieurs des plaques. Au milieu des tergites, l'ornementation est plus prononcée que sur les bords, prenant la forme d'écailles semi-lunaires. À l'arrière du corps, ces écailles s'agrandissent et se regroupent en grandes crêtes longitudinales. Sur les bords des tergites postérieurs, ces grandes écailles font saillie et forment des structures semblables à des crénelures. Les crêtes longitudinales divisent les tergites de Vernonopterus en une partie axiale (colonne vertébrale) et des parties pleurales (côtes), ce qui le différencie de tous les autres Hibbertoptérides.

## Histoire de la recherche
L'holotype et seul spécimen connu de Vernonopterus est découvert en 1884 par le chasseur de fossiles local Robert Dunlop dans des couches de charbon du Carbonifère supérieur à Mount Vernon près d'Airdrie dans le Lanarkshire, en Écosse. Le fossile, actuellement conservé au musée national d'Écosse sous le numéro de spécimen « 1957.1.4992 », est constitué d'une série de tergites fragmentaires. Il ne fait l'objet d'une description scientifique qu'en 1905, par le géologue britannique Ben Peach qui l'attribue à une nouvelle espèce du genre Glyptoscorpius (un genre aujourd'hui reconnu comme synonyme d'Adelophthalmus) sous le nom de G. minutisculptus. La description de Peach est critiquée par des études postérieures qui la considèrent comme non pertinente et trompeuse. Peach a pris en compte l'horizon fossilifère de son fossile pour prouver que Glyptoscorpius était un animal terrestre puisqu'il avait été préservé aux côtés de fossiles de plantes. Le nom d'espèce minutisculptus fait référence à l'ornementation qui recouvre l'intégralité des parties conservées de l'animal.
En 1957, le spécimen fait l'objet d'une description plus complète par le géologue britannique Charles D. Waterston, qui l'attribue plutôt au genre Eurypterus sous le nom d'E. minutisculptus. À cette époque, il est emballé dans un collier de « fibrenyle » (un type de plastique) pour renforcer et préserver le fossile très fragile. Les caractères révélés par la seconde étude de Waterston, en 1968, montrent clairement que le spécimen n'appartient pas au même genre que les espèces connues d'Eurypterus, ni ne fait partie du sous-ordre des Euryptérines (Euryptérides dotés de palettes natatoires). À l'inverse, Waterston déduit qu'E. minutisculptus est très clairement un Euryptéride large et massif, bien que toute description détaillée du prosome (tête), des appendices et du telson (segment le plus postérieur du corps en forme de pointe) soit impossible, ces parties du corps n'ayant pas été trouvées. Waterston crée un nouveau genre pour contenir l'espèce, Vernonopterus, dont le nom est tiré du lieu de découverte du fossile, Mount Vernon. Waterston attribue le nouveau genre à la famille des Woodwardopteridae (aujourd'hui appelée Mycteropidae), mais sans expliquer le raisonnement qui le conduit à cette attribution.
En 1966, le paléontologue américain Erik N. Kjellesvig-Waering attribue Vernonopterus au genre Hibbertopterus mais note que cette classification n'est pas certaine. En 1968, Waterston et le paléontologue norvégien Leif Størmer notent des similitudes entre le spécimen de Vernonopterus et des spécimens attribués à Dunsopterus (qui selon certaines études récentes pourrait être un synonyme d'Hibbertopterus). Les chercheurs modernes classent plutôt le genre au sein des Hibbertopteridae, notant parfois que sa position est quelque peu incertaine en raison de sa nature fragmentaire,.

## Classification

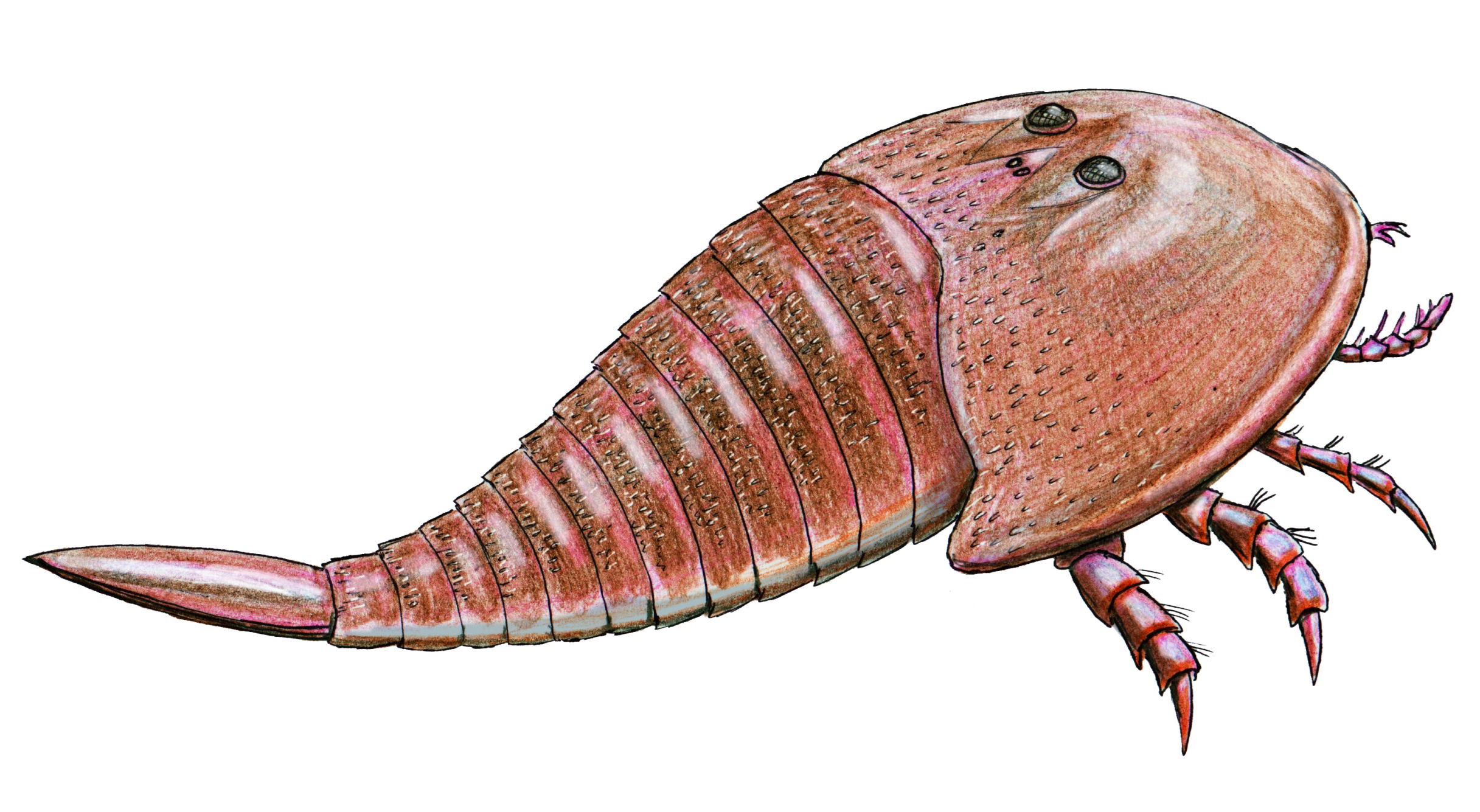
Reconstitution du genre apparenté Hibbertopterus, un Euryptéride Hibbertoptéride mieux connu.

Vernonopterus est classé dans la famille des Hibbertopteridae, une famille d'Euryptérides de la super-famille des Mycteropoidea, aux côtés des genres Hibbertopterus et Campylocephalus. Le genre contient une seule espèce, V. minutisculptus, découverte dans des dépôt du Carbonifère dans le Lanarkshire, en Écosse. Les Hibbertoptérides forment un groupe de grands Myctéropoïdes caractérisés par leur large prosome, un telson hastaté (c'est-à-dire en forme de glaive, une épée romaine ) présentant des carènes appariées sur la face ventrale, une ornementation composée d'écailles ou d'autres structures similaires sur l'exosquelette, une quatrième paire d'appendices équipée d'épines, les tergites les plus postérieures de l'abdomen présentant des écailles en forme de langue près de leurs bords, et enfin des lobes positionnés postérolatéralement (des deux côtés sur la face postérieure) sur le prosome.
Les caractéristiques de Campylocephalus et de Vernonopterus montrent clairement que les deux genres représentent des Euryptérides Hibbertoptérides, mais la nature incomplète de tous les spécimens fossiles qui leur sont attribués rend difficile toute étude plus approfondie des relations phylogénétiques précises au sein des Hibbertopteridae. Les deux genres pourraient même représenter des synonymes d'Hibbertopterus, mais, là encore, la nature très incomplète des fossiles fait que cette hypothèse est impossible à confirmer.
En 2019, en comparant l'ornementation de divers Hibbertoptérides, la géologue américaine Emily Hughes conclut que plusieurs genres auparavant considérés comme distincts sont en fait un seul et même genre : elle attribue ainsi plusieurs  Hibbertoptérides jusqu'alors classés dans d'autres genres (comme Cyrtoctenus) au genre Hibbertopterus. Elle note que l'ornementation particulière de Vernonopterus constitue un argument fort en faveur du maintien de l'espèce dans un genre distinct.

## Paléoécologie
Vernonopterus a vécu au Westphalien dans l'actuel Lanarkshire, en Écosse. Bien qu'ils n'aient probablement pas constitué un réservoir de proies pour Vernonopterus, une faune diversifiée de poissons Actinoptérygiens, contemporaine de Vernonopterus, a été décrite dans les mêmes dépôts sédimentaires du Lanarkshire, y compris des espèces telles que Rhadinichthys ornatocephalum, R. glabrolepis, R. plumosum, Pseudogonatodus aurulentum et Lanarkichthys gardineri. En dehors de cette diversité d'Actinoptérygiens, on trouve, toujours dans les mêmes dépôts, de nombreux poissons Haplolépides, (un petit groupe basal au sens de la classification cladistique), notamment Blairolepis wallacei, Parahaplolepis poppaea, P. elenae, P. alexandrae, Braccohaplolepis fenestratum, Andrewsolepis lochlani, Protohaplolepis isabellae, P. limnades, P. traquairi, Pyritocephalus youngii et Millerolepis eleionomae. Vernonopterus et ces poissons ont probablement vécu dans un environnement d'eau douce saumâtre,.
Les Hibbertoptérides tels que Vernonopterus avaient recours à une méthode d'alimentation par balayage : ils utilisaient leurs appendices prosomaux tournés vers l'avant et équipés d'épines pour ratisser le substrat de leur milieu de vie. Cette stratégie alimentaire a été utilisée par de nombreux genres du sous-ordre des Stylonurina, mais c'est chez les Hibbertoptérides qu'elle apparaît le plus développée : ces derniers possèdent en effet des lames sur les deuxième, troisième et quatrième paires d'appendices. Chez certaines espèces du genre Hibbertopterus, étroitement apparenté à Vernonopterus, ces lames sont spécialisées en rachis, en forme de peigne, capables de piéger des petites proies et d'autres particules alimentaires organiques.
L'étude d'empreintes d'Hibbertopterus découvertes en Écosse semble montrer que les Hibbertoptérides étaient capables de marcher sur la terre ferme, au moins pendant de courtes périodes. On suppose qu'ils étaient lents compte tenu de leur taille et de leur aspect massif. Les traces découvertes semblent indiquer qu'ils se déplaçaient pesamment d'un mouvement saccadé et trainant, le ventre caréné et le telson laissant une rainure centrale sur le sol derrière eux. Certaines études suggèrent que les Euryptérides possédaient un double système respiratoire, ce qui aurait permis ces déambulations terrestres occasionnelles.

### Publication originale
- [1968] (en) Charles D. Waterston, « I.—Further Observations on the Scottish Carboniferous Eurypterids* », Earth and Environmental Science Transactions of the Royal Society of Edinburgh, vol. 68, no 1,‎ 1968, p. 1–20 (ISSN 2053-5945, DOI 10.1017/S0080456800014472, S2CID 130931651).